# UFC Fight Night: Błachowicz vs. Jacaré
UFC Fight Night: Błachowicz vs. Jacaré（ユーエフシー・ファイトナイト：ブラホヴィッチ・バーサス・ジャカレイ、別名UFC Fight Night 164、UFC on ESPN+ 22）は、アメリカ合衆国の総合格闘技団体「UFC」の大会の一つ。2019年11月16日、ブラジル・サンパウロ州サンパウロのジナシオ・ド・イビラプエラで開催された。

## 概要
本大会では、ヤン・ブラホヴィッチとホナウド・ジャカレイのライトヘビー級戦が組まれた。

## 試合結果

### プレリミナリーカード
第1試合 女子バンタム級 5分3R
○  トレイシー・コルテス vs.  ヴァネッサ・メロ ×
3R終了 判定3-0（30-27、30-27、29-28）
第2試合 59.2kg契約 5分3R
○  アリアネ・リプスキ vs.  イザベラ・デ・パドゥア ×
3R終了 判定3-0（30–26、30–26、29-27）
※デ・パドゥアの体重超過によりフライ級から変更。
第3試合 フェザー級 5分3R
○  ダグラス・シウバ・ジ・アンドラージ vs.  ヘナン・バラオン ×
3R終了 判定3-0（30-27、30-27、30-26）
第4試合 ウェルター級 5分3R
○  ランディ・ブラウン vs.  ワーレイ・アウベス ×
2R 1:22 三角絞め
第5試合 ライト級 5分3R
○  フランシスコ・トリナウド vs.  ボビー・グリーン ×
3R終了 判定3-0（30-27、29-28、29-28）
第6試合 フェザー級 5分3R
○  リカルド・ラモス vs.  ルイス・エドゥアルド・ガラゴリ ×
1R 3:57 リアネイキドチョーク
第7試合 ウェルター級 5分3R
○  ジェームス・クラウス vs.  セルジオ・モラエス ×
3R 4:19 KO（右フック→パウンド）

### メインカード
第8試合 ミドル級 5分3R
○  ウェリントン・ターマン vs.  マーカス・ペレス ×
3R終了 判定3-0（30-27、30-27、30-27）
第9試合 ミドル級 5分3R
○  アンドレ・ムニス vs.  アントニオ・アロヨ ×
3R終了 判定3-0（30-27、30-27、30-27）
第10試合 ライト級 5分3R
○  チャールズ・オリベイラ vs.  ジャレッド・ゴードン ×
1R 1:26 KO（右アッパー→パウンド）
第11試合 ライトヘビー級 5分3R
△  マウリシオ・ショーグン vs.  ポール・クレイグ △
3R終了 判定1-1（29-28、28-29、28-28）
第12試合 ライトヘビー級 5分5R
○  ヤン・ブラホヴィッチ vs.  ホナウド・ジャカレイ ×
5R終了 判定2-1（48-47、47–48、48-47）

### 各賞
ファイト・オブ・ザ・ナイト： 該当なし
パフォーマンス・オブ・ザ・ナイト：チャールズ・オリベイラ、ジェームス・クラウス、リカルド・ラモス、ランディ・ブラウン
各選手にはボーナスとして5万ドルが授与された。

### カード変更
負傷などによるカードの変更は以下の通り。